# Municipio de Jackson (condado de Shelby, Misuri)
El municipio de Jackson (en inglés: Jackson Township) es un municipio ubicado en el condado de Shelby en el estado estadounidense de Misuri. En el año 2010 tenía una población de 460 habitantes y una densidad poblacional de 3,05 personas por km².

## Geografía
El municipio de Jackson se encuentra ubicado en las coordenadas 39°43′44″N 91°54′28″O / 39.72889, -91.90778. Según la Oficina del Censo de los Estados Unidos, el municipio tiene una superficie total de 150.83 km², de la cual 149,72 km² corresponden a tierra firme y (0,73 %) 1,11 km² es agua.

## Demografía
Según el censo de 2010, había 460 personas residiendo en el municipio de Jackson. La densidad de población era de 3,05 hab./km². De los 460 habitantes, el municipio de Jackson estaba compuesto por el 97,61 % blancos, el 0,22 % eran amerindios, el 1,96 % eran de otras razas y el 0,22 % eran de una mezcla de razas. Del total de la población el 2,83 % eran hispanos o latinos de cualquier raza.